# Sandra J. Paul
Sandra J. Paul (1972), pseudoniem van Sandra Vets, is een Vlaamse auteur van Nederlandstalige en Engelstalige psychologische thrillers, jeugd- en kinderboeken. Zij debuteerde in 2015 met de paranormale jeugdreeks Het Eiland, het eerste deel van de Eilandenreeks. Daarna werd zij vooral bekend voor de Kraaidorp-reeks, die begon met De Duistere School, de Hamley-reeks rond een zwart katje dat mensen begrijpt en haar (Engelstalige) omkeerboeken Mijn Waarheid (My Truth), Dead Girls Don't Talk en The Last Days of Holly Hayes, die viraal gingen op TikTok.

## Carrière
Sandra J. Paul schreef al kortverhalen en boeken sinds prille leeftijd, maar door haar professionele carrière als ICT-consultant en haar gezin, ambieerde ze nooit een schrijverscarrière. 
Dit veranderde toen ze in 2015 laureate werd van de allereerste Aspe-Award, georganiseerd door uitgeverij Manteau en Pieter Aspe. Tegelijkertijd werd ze gelanceerd met haar debuut Het Eiland, dat opgepikt werd door een Belgische en een Nederlandse uitgeverij. Hierdoor kwamen er twee versies van haar debuut uit. 
Als rechtstreeks gevolg van haar prijs in de Aspe Award bracht zij haar debuutthriller Azerty uit (2016), dat in 2019 een nieuwe versie kreeg. In 2017 verscheen haar tweede thriller Moordspel. In 2017 werd haar eerste Engelstalige boek Heart-Beat, dat ze schreef onder het alias Joanne Carlton, opgemerkt op de prestigieuze London Bookfair.
Haar tweede Engelstalige thriller Kill Me Again werd geselecteerd voor de London Book Club Author Anthology. In datzelfde jaar werd zij ook genomineerd voor de Cultuurprijs van haar gemeente Sint-Amands.
In 2018 werd het boek Heart-Beat vertaald als Hart-Slag. Dit boek werd meteen het allereerste boek dat bij uitgeverij Hamley Books werd uitgebracht. Deze uitgeverij ontstond uit de droom van Sandra om haar eigen uitgeverij op te richten en auteurs te begeleiden in hun droom. Hamley Books groeide heel snel uit tot een middelgrote uitgeverij. Datzelfde jaar verscheen ook haar hommage aan de Eerste Wereldoorlog met het ontroerende boek Loopgravenhel(d).
In 2019 werd het boek De Duistere School, een jeugdthriller die zij met haar toen elfjarige zoon schreef, uitgebracht. Dit boek werd meteen een groot succes en werd in 2020 opgevolgd door Het verlaten Huis. In 2021 volgden De vergeten tuin en De verdwenen burcht. De reeks werd in 2022 afgesloten met Het vervloekte dorp.
In 2019 verscheen haar derde psychologische thriller Kwijt, die uitverkozen werd tot Thriller van het Jaar bij de boekengroep Thrillers and More. Het boek werd ook genomineerd voor de Hebban Thrillerprijs 2020. De vertaalrechten werd verkocht aan Italië en de VS (publicatie 2024).
In 2020 verscheen haar vierde psychologische thriller en tevens allereerste omkeerboek Mijn Waarheid, een project waarbij de lezer zelf kan kiezen welke van de twee versies van hetzelfde verhaal die als eerst wil lezen. Beide versies moeten worden gelezen, maar de volledige waarheid bevindt zich in het midden van het boek. In 2023 heeft een Franse filmmaatschappij een optie genomen op de film- en tv-rechten van dit boek.
In 2021 verscheen de thriller Paniek, over een aanslag op een universiteit, waarbij de lezer het eerste deel voorwaarts en het tweede deel achterwaarts leest. 
In 2022 verscheen de thriller Verknipt, waarvan de Amerikaanse rechten verkocht werden. Een nieuwe uitgave verschijnt in december 2025 onder de naam Everyone is Worried.
In 2021 startte de intussen zeer populaire reeks rond Hamley, het zwarte katje dat mensen verschijnt met de titel Hamley is Jarig. Vervolgens verschenen er nog elf titels in de reeks en zijn de rechten aan diverse landen verkocht. 
In 2022 verscheen het losstaande jeugdboek Alles wat je maar wenst, dat zich ook afspeelt in Kraaidorp. In 2024 en 2025 verschenen de jeugdthrillers Het Boek met de Gevaarlijke Geheimen en Het Raadsel van de Verboden Kamer, die beiden ook in Kraaidorp afspelen. Nog in 2025 verschijnt het losstaande boek Echo uit de Diepte (Echoes from the Deep), waarin het hoofdpersonage uit de Kraaidorp-reeks een cameo speelt. 
In 2023 werd haar nieuwe omkeerboek (flipover) Dead Girls Don't Talk uitgebracht. Dit boek werd dankzij TikTok een instant succes en kende al snel een internationaal publiek. Dit herhaalde zich in 2024, toen haar derde omkeerboek/flipover, The Last Days of Holly Hays verscheen en viraal ging op TikTok. In het kielzog van Holly Hayes werd Dead Girls opnieuw een TikTok-hit. Beide boeken worden tot in Nieuw-Zeeland gelezen. Na een uitgebreid krantenartikel verscheen Paul op VTM-nieuws met een uitgebreid interview over het virale succes. Inmiddels verschenen ook de vertalingen De Laatste Dagen van Holly Hayes en Dode Meisjes praten niet. De rechten van Dead Girls Don't Talk werden verkocht aan de USA, waardoor er een nieuwe versie van het boek verschijnt in juli 2025. Daarnaast werden de rechten ook aan Brazilië en Argentinië verkocht. 
In 2025 verschijnt het boek The Girl Without a Voice bij Watkins Publishing (UK) en Penguin RandomHouse (USA), over de dochter van een mogelijke seriemoordenaar. 
Intussen zijn haar boeken verschenen in vijftien talen. Momenteel werkt Paul aan haar vierde omkeerboek Whispers of the Forgotten, dat meteen in het Engels en in het Nederlands zal verschijnen. 
Paul schreef daarnaast ook meerdere audioboeken voor uitgeverij Lind & Co, die op Storytel verschenen en hoge ogen haalden. Haar werk Het Huis met de Duizend Geheimen stond wekenlang op één. Daarnaast schreef zij nog verschillende audioboeken.
Paul is ook scenariste. Zij schreef verschillende scenario's voor kortverhalen waarvan er een aantal prijzen hebben behaald, zoals The Monster en You Want it Darker. Zij werkt aan een eerste film screenplay.